# Карпообразные
Карпообра́зные (лат. Cypriniformes) — отряд лучепёрых рыб (Actinopterygii). Характеризуются наличием веберова аппарата; плавательный пузырь соединён с кишечником. Преимущественно пресноводные рыбы. 
Число видов в отряде составляет около 15 % всех костных рыб.
Среди карпообразных имеются растительноядные, хищные и всеядные.
Многие карпообразные имеют большое промысловое значение. Специально разводятся во многих рыбоводческих хозяйствах.
В пресных водах России — около 110 видов карпообразных.

## Описание
К этому отряду относится большинство пресноводных представителей класса лучепёрых рыб. Длина варьирует от 1 см (Paedocypris progenetica из Юго-Восточной Азии) до 3 м (Catlocarpio siamensis также из Юго-Восточной Азии). Они обитают на всех континентах, кроме Австралии и Антарктиды. Представители отряда карпообразных распространены в водоёмах Европы (331), Азии (3232), Африки (543 вида), Северной (394) и Южной (2) Америки. Несмотря на значительные различия в условиях и образе жизни, в строении и форме тела, все они обладают целым рядом общих признаков. К числу наиболее важных относится наличие у подавляющего большинства рыб плавательного пузыря, соединяющегося с пищеварительным трактом, и своеобразного «веберова аппарата», служащего для восприятия давления воды. Брюшные плавники у них в большинстве своем расположены за грудными. Челюсти не несут зубов, зато имеются сильные зубы на нижних глоточных костях жаберного аппарата, образующие глоточный жевательный аппарат. Тело, как правило, покрыто чешуей, у очень немногих голое; голова голая; жирового плавника нет, рот более или менее выдвижной и нередко снабжен усиками; плавательный пузырь подразделен на два или более отделов.

## Размножение
У большинства карпообразных клейкая икра откладывается на камни или растительность. Икра некоторых видов, например, белого амура (Ctenopharyngodon idella), развивается в толще воды. Своеобразно размножение горчака (Rhodeus sericeus), который длинным яйцекладом откладывает икру в мантийную полость двустворчатых моллюсков. У некоторых видов родительское поведение высоко развито. Например, чёрный толстоголов (Pimephales promelas), северный семотилус (Semotilus atromaculatus) и другие американские карповые строят гнездо и заботятся о кладке. Среди карповых встречаются и «кукушки», подбрасывающие свою икру в гнезда других рыб. Для некоторых карповых характерно образование межвидовых и межродовых гибридов. Известны искусственно полученные карасекарповые гибриды. Некоторые из них плодовиты и несколько раз ошибочно описывались как самостоятельные виды.

## Классификация
В отряде 13 современных семейств с 489 родами и 4423 видами и 1 ископаемое семейство:
- Надсемейство Cyprinoidea — Карпоподобные
  - Семейство Cyprinidae — Карповые
  - Семейство Psilorhynchidae — Псилоринховые
- Надсемейство Cobitoidea — Вьюноподобные
  - Семейство Gyrinocheilidae — Гиринохейловые
  - Семейство Catostomidae — Чукучановые
  - Семейство Botiidae
  - Семейство Vaillantellidae
  - Семейство Cobitidae — Вьюновые
  - Семейство Balitoridae — Балиторовые
  - Семейство Gastromyzontidae
  - Семейство Nemacheilidae — Немахейловые
  - Семейство Barbuccidae
  - Семейство Ellopostomatidae
  - Семейство Serpenticobitidae
  - Семейство † Jianghanichthyidae

## Значение
Многие карпообразные служат объектом промысла.